# 구치바촌
구치바촌(口羽村)은 일본 시마네현 오치군에 설치되었던 촌이다. 현재의 오난정의 일부에 해당한다.